# Смбат II Ашотян
Смбат II Ашотян (арм. Սմբատ Բ Աշոտյան) (год. рожд. неизв. — 1044 или 1051) — царь Сюника с 1040 по 1051 годы.

## Биография
Из ветви «старших Ашотянов», князей Цхука, принадлежащих династии Сюни. По материнской линии — внук царя Васака (998—1040). При дворе последнего участвовал в государственном правлении, приобретя большой политический вес и позднее унаследовав трон. Должность «князя князей» передал брату Григору.
В 1040 году Смбат II с 2000-й армией участвовал в битве против вторгшегося в Ташир-Дзорагет Шеддадидского эмира Двина Абу-л Асвара, сыграв значительную роль в его поражении. В 1044 году, используя значительное ослабление Багратидской Армении, мусульманские эмираты Ардабиля, Ахара и Талыша вторглись в Сюник, разрушив его духовно-культурный центр Татев. Отбив противников, Смбат II занялся восстановлением разорённой области. При нём Сюник достиг значительного процветания.
После смерти Смбата II в 1044 или 1051 году власть в Сюнике унаследовал его брат Григор I.
Обнаружен надгробная плита Смбата II на котором написано:

Смпат царь: 1051 год
Оригинальный текст (арм.)ՍՄՊԱՏ ԹԱԳԱՒՈՐ. Թ(ՈՒԱԿԱՆԻՆ) :Շ: (1051).